# Pascal Couchepin
Pascal Couchepin (nascut el 5 d'abril, de 1942) és un polític suís, antic membre del Consell Federal Suís (1998-2009) i President De La Confederació el 2003 i 2008. Encapçalava el Departament Federal d'Afers Domèstics (Ministeri d'Interior suís) de 2003 a 2009.
Va ser elegit al Suís Consell Federal l'11 de març, 1998 com a membre del Partit Democràtic Lliure (fdp/prd) i el cantó de Valais. En 1998 va prendre càrrec del Departament Federal d'Afers Econòmics. Des d'aquesta posició lluitava en contra que el govern suís col·laborara amb qualssevol xifra econòmica a la demanda del Congrés Mundial Jueu (supervivents de l'Holocaust) als bancs suïssos. Se'l citava per les declaracions que no hi havia cap raó perquè el Govern suís pagara res. A una comissió governamental digué "fèiem el que era possible en els temps durs de la guerra. ". El 2003 passava al Departament Federal d'Afers Domèstics.
Era el President De La Confederació Suïssa el 2003. El 13 de desembre de 2006, se l'elegia vicepresident del Consell Federal per al curs de 2007, i, en 12 el desembre de 2007 s'elegia President de la Confederació per al 2008.
Prèviament, havia estat Alcalde Suplent (1976) i Alcalde de Martigny (Suïssa) (des de 1984) i, des de 1979 a 1998, membre del Consell Nacional.
Couchepin té el grau DEA -antiga graduació francesa- en Dret per la Universitat de Lausana, és pare de tres fills (2 filles i un fill) i té dos nets.
Durant la controvèrsia del Papa Benet XVI respecte a l'Islam, manifestava que el discurs del papa era "intel·ligent i necessari."
El 12 de juny de 2009, Couchepin anunciava la seva renúncia del Consell Federal, efectiva el 31 d'octubre de 2009. Això conduïa a una elecció per ocupar la seua cadira buida.